# Parámero
Parámero, en grec moderne : Παράμερο, est un village du dème de Pýli, district régional de Tríkala, en Thessalie, Grèce.
Selon le recensement de 2011, le village est inhabité.